# Worstelen op de Olympische Jeugdzomerspelen 2010
Worstelen is een van de olympische sporten die beoefend worden tijdens de Olympische Jeugdzomerspelen 2010 in Singapore. De kampen zullen worden bevochten van 15 tot en met 17 augustus in het International Convention Centre. Er wordt in veertien onderdelen gestreden voor de gouden medaille: tien bij de jongens en vier bij de meisjes.

## Deelnemers
De deelnemers moeten in 1993 of 1994 geboren zijn. Het aantal deelnemers is door het IOC op 80 jongens en 32 meisjes gesteld, 8 per gewichtsklasse. Per land mogen twee jongens bij het Grieks-Romeins, twee jongen bij de vrije stijl en één meisje meedoen.
Tijdens het continentale kwalificatietoernooien waren in elke gewichtsklasse zes of zeven startplaatsen te verdienen, één of twee per continent. Het gastland mocht één jongen en één meisje inschrijven. Per gewichtsklasse werd het aantal deelnemers tot acht aangevuld; ze werden door het IOC en de Fédération Internationale des Luttes Associées aangewezen waarbij er voor werd gezorgd dat uiteindelijk elk land ten minste vier sporters kon laten deelnemen aan de Jeugdspelen.
Bovendien gold dat per land het totaal aantal sporters, bekeken over alle individuele sporten en het basketbal tijdens deze Jeugdspelen, is beperkt tot 70.

## Opzet
Door loting worden de acht worstelaars per gewichtsklasse in twee groepen van vier verdeeld. Iedereen speelt een keer tegen alle anderen in de groep. De groepswinnaars spelen tegen elkaar om de gouden medaille, de nummers twee om het brons, de nummers drie voor plaats 5/6 en de nummers vier voor plaats 7/8.

## Kalender
| Augustus  | 14 | 15 | 16 | 17 | 18 | 19 | 20 | 21 | 22 | 23 | 24 | 25 | 26 |
| --------- | -- | -- | -- | -- | -- | -- | -- | -- | -- | -- | -- | -- | -- |
| Worstelen |    | 5  | 4  | 5  |    |    |    |    |    |    |    |    |    |

|  | Finale |

## Medailles

### Jongens
| Discipline               | Goud | Goud                | Zilver | Zilver                         | Brons | Brons               |
| ------------------------ | ---- | ------------------- | ------ | ------------------------------ | ----- | ------------------- |
| Grieks-Romeins tot 42 kg | AZE  | Murad Bazarov       | CUB    | Yosvanys Pena Flores           | KAZ   | Akan Baimaganbetov  |
| Grieks-Romeins tot 50 kg | AZE  | Elman Mukhtarov     | UZB    | Nurbek Hakkulov                | KGZ   | Shadybek Sulaimanov |
| Grieks-Romeins tot 58 kg | KGZ  | Urmatbek Amatov     | UKR    | Olexandr Lytvynov              | RUS   | Artur Suleymanov    |
| Grieks-Romeins tot 69 kg | KAZ  | Zhanibek Kandybayev | TUR    | Musa Gedik                     | IRI   | Yousef Ghaderian    |
| Grieks-Romeins tot 85 kg | RUS  | Ruslan Adzhigov     | EGY    | Hamdy Abdelwahab               | UZB   | Ruslan Kamilov      |
|                          |      |                     |        |                                |       |                     |
| Vrije stijl tot 46 kg    | RUS  | Aldar Balzhinimaev  | IRI    | Mehran Sheiki                  | ARM   | Artak Hovhannisyan  |
| Vrije stijl tot 54 kg    | JPN  | Yuki Takahashi      | AZE    | Kanan Guluyev                  | TUR   | Mehmet Ali Daylak   |
| Vrije stijl tot 63 kg    | RUS  | Azamatbi Pshnatlov  | TJK    | Bakhodur Kadirov               | GEO   | Irakli Mosidze      |
| Vrije stijl tot 76 kg    | TUR  | Resul Kalayci       | USA    | Jordan Rogers                  | UZB   | Dierbek Ergashev    |
| Vrije stijl tot 100 kg   | AZE  | Ali Magomedabirov   | CUB    | Abraham de Jesus Conyedo Ruano | IND   | Satywart Kadian     |

### Meisjes
| Discipline            | Goud | Goud                   | Zilver | Zilver       | Brons | Brons             |
| --------------------- | ---- | ---------------------- | ------ | ------------ | ----- | ----------------- |
| Vrije stijl tot 46 kg | JPN  | Yu Miyahara            | MDA    | Iulia Leorda | FIN   | Petra Olli        |
| Vrije stijl tot 52 kg | AZE  | Patimat Bagomedova     | CHN    | Yuan Yuan    | UZB   | Nilufar Gadaeva   |
| Vrije stijl tot 60 kg | MGL  | Battsetseg Baatarzorig | IND    | Poota Dhanda | RUS   | Svetlana Lipatova |
| Vrije stijl tot 70 kg | CAN  | Dorothy Yeats          | KOR    | Moon Jinju   | UKR   | Karyna Stankova   |

### Medailleklassement
| Plaats | Land             | NOC    | Goud | Zilver | Brons | Totaal |
| ------ | ---------------- | ------ | ---- | ------ | ----- | ------ |
| 1      | Azerbeidzjan     | AZE    | 4    | 1      | 0     | 5      |
| 2      | Rusland          | RUS    | 3    | 0      | 2     | 5      |
| 3      | Japan            | JPN    | 2    | 0      | 0     | 2      |
| 4      | Turkije          | TUR    | 1    | 1      | 1     | 3      |
| 5      | Kazachstan       | KAZ    | 1    | 0      | 1     | 2      |
| 5      | Kirgizië         | KGZ    | 1    | 0      | 1     | 2      |
| 7      | Canada           | CAN    | 1    | 0      | 0     | 1      |
| 7      | Mongolië         | MGL    | 1    | 0      | 0     | 1      |
| 9      | Cuba             | CUB    | 0    | 2      | 0     | 2      |
| 10     | Oezbekistan      | UZB    | 0    | 1      | 3     | 4      |
| 11     | India            | IND    | 0    | 1      | 1     | 2      |
| 11     | Iran             | IRI    | 0    | 1      | 1     | 2      |
| 11     | Oekraïne         | UKR    | 0    | 1      | 1     | 2      |
| 14     | China            | CHN    | 0    | 1      | 0     | 1      |
| 14     | Egypte           | EGY    | 0    | 1      | 0     | 1      |
| 14     | Moldavië         | MDA    | 0    | 1      | 0     | 1      |
| 14     | Tadzjikistan     | TJK    | 0    | 1      | 0     | 1      |
| 14     | Verenigde Staten | USA    | 0    | 1      | 0     | 1      |
| 14     | Zuid-Korea       | KOR    | 0    | 1      | 0     | 1      |
| 20     | Armenië          | ARM    | 0    | 0      | 1     | 1      |
| 20     | Finland          | FIN    | 0    | 0      | 1     | 1      |
| 20     | Georgië          | GEO    | 0    | 0      | 1     | 1      |
| Totaal | Totaal           | Totaal | 14   | 14     | 14    | 42     |